# شيلا باكستر
شيلا باكستر هي ناشِطة كندية، ولدت في 1933.